# Nunatak Arctowskiego
Nunatak Arctowskiego (ang. Arctowski Nunatak) – nunatak zlokalizowany w grupie 16 nunataków – Seal Nunataks – na wschodnim wybrzeżu Półwyspu Antarktycznego w Antarktydzie Zachodniej. Został odkryty podczas Szwedzkiej Wyprawy Antarktycznej w 1902 roku. Nazwa pochodzi od nazwiska Henryka Arctowskiego – polskiego geofizyka, geologa, oceanografa i meteorologa. Arctowki pełnił obowiązki meteorologa belgijskiej antarktycznej wyprawy z lat 1897/99.